# Archosargus
Archosargus là một chi cá trong Họ Cá tráp (Sparidae).

## Các loài
Chi này gồm có các loài sau:
- Archosargus pourtalesii (Steindachner, 1881): Đặc hữu quần đảo Galapagos.
- Archosargus probatocephalus (Walbaum, 1792) – sargo chopa, sheepshead: Tây Đại Tây Dương.
- Archosargus rhomboidalis (Linnaeus, 1758) – salema, sargo amarillo, sea bream: Tây Đại Tây Dương.